# Se me lo dicevi prima
 Se me lo dicevi prima è una canzone scritta da Maurizio Bassi e Enzo Jannacci, pubblicata per la prima volta, nel febbraio del 1989, nel 45 giri Se me lo dicevi prima/Vita e bottoni.
Il brano fu presentato al Festival di Sanremo, ottenendo il secondo posto al Premio della Critica. Il brano, classificatosi 17º, diede il titolo all'album raccolta uscito nello stesso anno.

## Testo e significato
(Enzo Jannacci, Se me lo dicevi prima, 1989)
Jannacci, già nel brano del 1981 Cosa importa, aveva accennato al tema della droga,  che cominciava a dilagare per la città di Milano 
In questo caso il brano parla della tossicodipendenza, ed il suo discorso tende a dissuadere dall'uso di tali sostanze. In seguito questo discorso si trasformò in un personalissimo sistema di disintossicazione con cui Jannacci riuscì a salvare dal tunnel della droga 70 ragazzi.